# 에브리쿠르쿠론
에브리쿠르쿠론 (Évry-Courcouronnes, 프랑스어 발음: [evʁi kuʁkuʁɔn])은 프랑스 북부 일드프랑스 레지옹의 파리 남부 교외에 있는 코뮌으로 에손의 주도이다.
2019년 1월 1일 에브리와 쿠르쿠론 코뮌이 합병되면서 출범하였다.
프랑스 바이오 연구기관 제노폴 (Genopole)의 본부가 위치해 있다.

## 공원
파르크뒤라크 쿠르쿠론 (Parc-du-Lac Courcouronnes)는 산책로와 작은 호수가 있는 비교적 큰 공원이다. 1975년 프랑스 건축가 피에르 즈켈리가 지은 '담 뒤 라크' (Dame du Lac)라는 등반암벽도 이곳에 있다. 21세기부터는 일반인의 출입이 금지되었으나 일부 암벽등반가들이 정기적으로 들어가 사용하고 있는 곳이다.

## 교육
- 민텔레콤 (Mines-Télécom) 비즈니스 스쿨
- 국립 산업 비즈니스 컴퓨터과학 학교 (ENSIIE)
- 텔레콤 쉬드파리
- 에브리 발 데손 대학교

## 같이 보기
- 에손주의 코뮌 목록